# 科爾多瓦 (馬里蘭州)
科爾多瓦（英語：Cordova）是位於美國馬里蘭州塔爾博特縣的一個普查規定居民點。

## 人口
根據2020年美國人口普查的數據，科爾多瓦的面積為12.62平方千米，當中陸地面積為12.62平方千米，而水域面積為0.00平方千米。當地共有人口551人，而人口密度為每平方千米43.66人。